# Bourdon (Belgique)
Pour les articles homonymes, voir Bourdon.
Bourdon (en wallon : Bordon) est un village de la commune belge de Hotton située en Région wallonne dans la province de Luxembourg. Avant la fusion des communes de 1977, il faisait partie de la commune de Marenne.

## Géographie
Bourdon se trouve à un demi kilomètre au nord-ouest de Marenne et Verdenne, à mi-chemin entre Marche-en-Famenne au sud-ouest et le village de Hotton au nord-est, le long de la route nationale 86.